# Chouf TV
 (juin 2023).
 (avril 2021).
La mise en forme du texte ne suit pas les recommandations de Wikipédia : il faut le « wikifier ».
Les points d'amélioration suivants sont les cas les plus fréquents :
- Les titres sont pré-formatés par le logiciel. Ils ne sont ni en capitales, ni en gras.
- Le texte ne doit pas être écrit en capitales (les noms de famille non plus), ni en gras, ni en italique, ni en « petit »…
- Le gras n'est utilisé que pour surligner le titre de l'article dans l'introduction, une seule fois.
- L'italique est rarement utilisé : mots en langue étrangère, titres d'œuvres, noms de bateaux, etc.
- Les citations ne sont pas en italique mais en corps de texte normal. Elles sont entourées par des guillemets français : « et ».
- Les listes à puces sont à éviter, des paragraphes rédigés étant largement préférés. Les tableaux sont à réserver à la présentation de données structurées (résultats, etc.).
- Les appels de note de bas de page (petits chiffres en exposant, introduits par l'outil «  Source ») sont à placer entre la fin de phrase et le point final[comme ça].
- Les liens internes (vers d'autres articles de Wikipédia) sont à choisir avec parcimonie. Créez des liens vers des articles approfondissant le sujet. Les termes génériques sans rapport avec le sujet sont à éviter, ainsi que les répétitions de liens vers un même terme.
- Les liens externes sont à placer uniquement dans une section « Liens externes », à la fin de l'article. Ces liens sont à choisir avec parcimonie suivant les règles définies. Si un lien sert de source à l'article, son insertion dans le texte est à faire par les notes de bas de page.
- La présentation des références doit suivre les conventions bibliographiques. Il est recommandé d'utiliser les modèles {{Ouvrage}}, {{Chapitre}}, {{Article}}, {{Lien web}} et/ou {{Bibliographie}}. Le mode d'édition visuel peut mettre en forme automatiquement les références.
- Insérer une infobox (cadre d'informations à droite) n'est pas obligatoire pour parachever la mise en page.

Pour une aide détaillée, merci de consulter Aide:Wikification.
Si vous pensez que ces points ont été résolus, vous pouvez retirer ce bandeau et améliorer la mise en forme d'un autre article.
Chouf TV (en arabe : شوف تيفي) est un média électronique marocain de langue arabe, fondé en 2013 par le journaliste Driss Chahtane, fondateur du journal Al-Michaal, condamné à un an de prison au Maroc. 
Chouf TV est considéré comme un phénomène médiatique sans précédent au Maroc, caractérisé par sa recherche du buzz et de son populisme. Il est parfois qualifié de journalisme poubelle ou journalisme jaune avec un ligne éditorial monarchique et ultra-nationaliste.
Le média est critiqué au Maroc et est considéré comme faisant partie de la presse de diffamation marocaine, car il est utilisé pour des campagnes de diffamation et de violation de la vie privée de journalistes et de militants,,,. 

## Affaires et scandales

### Faux comptes et propagande politique
Dans son rapport mensuel de février 2021, Facebook annonce la suppression de plusieurs centaines de faux comptes de sa plateforme et d'Instagram, qui violaient son « règlement en matière de comportement inauthentique coordonné ». 
Ces faux comptes relayaient en masse des contenus « pro-gouvernement » de propagande diffusés notamment par Chouf TV.
Dans son rapport, Facebook fournit des détails supplémentaires quant à l’activité reprochée à ce réseau, en affirmant que les personnes derrière cette activité ont posté «des éloges à la gestion de la pandémie de coronavirus par le gouvernement, ses initiatives diplomatiques, les forces de l’ordre marocaines, le roi Mohammed VI et le directeur de la Direction générale de la surveillance du territoire ».
« Ils ont également fréquemment publié des critiques envers l’opposition au roi, les organisations de droits de l’Homme et les dissidents ».

### Publications de vidéo intimes
Des vidéos dénudées de l'avocat Mohammed Ziane, filmées par des caméras cachées dans sa chambre d'hôtel sont publiées par Chouf TV, accompagnées d'injures envers l'homme et sa famille. De même, la diffusion de vidéos intimes de Fouad Abdelmoumni est annoncée par Chouf TV.

### Affaire Karima Nadir
Karima Nadir est membre du Collectif 490, un mouvement féministe qui œuvre pour abolir les réglementations sexistes dans le système juridique marocain. 
En novembre 2020, elle est cible d'une campagne d'injures et de diffamation qui se concentrait principalement sur son statut de mère célibataire dans le but de la stigmatiser.
Chouf TV publie un article diffamatoire accusant Nadir de consommation d’alcool et de drogues pendant sa grossesse, la condamnant pour être mère célibataire, la qualifiant de prostituée, attaquant son travail de défense des droits des mères célibataires au Maroc. Chouf TV l'accuse également d’être «  une mère négligente » parce que son fils ne porte pas le nom de famille de son père biologique. 
L'article est ensuite envoyé anonymement à son fils âgé de 13 ans.

### Faux témoignage dans une affaire de meurtre
Le 6 juillet 2019, plusieurs personnes sont tuées par balle par un inspecteur de police sur le boulevard Lalla-Yakout à Casablanca après une dispute dans un bar.  Chouf TV se rend rapidement sur place. Elle recueille plusieurs faux témoignages, assurant que la vie du policier était en danger et qu'il avait été agressé violemment avec une arme blanche. 
Une vidéo amateur, qui émergera par la suite, atteste de l’exécution de sang-froid d’une femme non-armée et par terre. 

## Étymologie
Le nom de Chouf TV provient de l'arabe marocain, et veut dire « Regarde TV » en allusion à l'impératif du verbe « Chouf » (regarde).

### Articles
- Journalisme Jaune
- Presse de diffamation au Maroc
- Diffamation
- Calomnie
- Le 360
- Barlamane
- Médias au Maroc